# Грабельки руські
Грабельки руські (Erodium ruthenicum) — вид рослин з родини геранієві (Geraniaceae), поширений у Румунії, Молдові, Україні, південно-європейській Росії.

## Опис
Багаторічна рослина 5–50 см. Рослина б.-м. сірувата від численних відстовбурчених або вниз спрямованих щетинистих волосків. Стебло глибоко-борозенчасте, розпростерто-гіллясте, з 1–2 парами листків. Листки тричі перисторозсічені, зі збільшеним перистороздільним середнім сегментом і меншими 2-роздільними бічними частками або листки перисторозсічені, з більш широкими, на краю крупно-зубчастими, що збігають на стрижень часточками. Пелюстки 12–15 мм довжиною, фіолетові. Стулки плодів біло-волосисті.

## Поширення
Поширений у Румунії, Молдові, Україні, південно-європейській Росії, можливо, у Грузії.
В Україні вид зростає на піщаних і кам'янистих місцях — на півдні Лісостепу і в Степу.